# Sorel Carradine
Sorel Carradine (Los Angeles, 18 de junho de 1985) é uma  atriz norte-americana. Ela é filha do ator Keith Carradine. Carradine recebeu seu B.F.A. da USC School of Dramatic Arts, e começou sua carreira em 2005 com uma aparição no série de televisão Complete Savages. Desde então, ela apareceu em séries como Saving Grace, Southland e Marvel's Runaways.

## Filmografia

### Filmes
| Ano  | Título          | Papel   | Notas |
| ---- | --------------- | ------- | ----- |
| 2011 | The Good Doctor | Valerie |       |
| 2012 | Nesting         | Nikki   |       |
| 2013 | The Happy Sad   | Annie   |       |
| 2014 | Stay Then Go    | Connie  |       |
| 2016 | Broken Links    | Haven   |       |

### Televisão
| Ano  | Título            | Papel             | Notas                               |
| ---- | ----------------- | ----------------- | ----------------------------------- |
| 2005 | Complete Savages  | Estudante         | Episódio: "Crimes and Mini-Wieners" |
| 2008 | Saving Grace      | Karen Smith       | Episódio: "A Survivor Lives Here"   |
| 2009 | Merrime.com       | Lindsay           |                                     |
| 2012 | Southland         | Brenda Rainey     | Episódio: "Fallout"                 |
| 2017 | Marvel's Runaways | Jovem Janet Stein | Episódio: "Refraction""             |